# Landtagswahl in Kärnten 1923
- SDAP: 15
- KSS: 2
- EL: 24
- DNSAP: 1

Die Landtagswahl in Kärnten 1923 fand am 21. Oktober des Jahres statt. Nachdem die erst 1921 installierte Landesregierung Gröger durch interne Konflikte arbeitsunfähig geworden war, entschloss man sich, parallel zur Nationalratswahl 1923 vorgezogene Neuwahlen abzuhalten. Bei der Wahl erzielte die Einheitsliste, ein Bündnis des Kärntner Landbundes, der Christlichsozialen Partei und der Großdeutschen Volkspartei die absolute Mehrheit. Dadurch verlor die Sozialdemokratische Arbeiterpartei Österreichs ihre Vormachtstellung und den Anspruch auf den Landeshauptmann. Die Abgeordneten der 13. Gesetzgebungsperiode wählten in der Folge am 6. November 1923 die Landesregierung Schumy.

## Wahlkampf & Themen
Die gemeinsame Gegnerschaft zum sozialdemokratischen Landeshauptmann Florian Gröger hatte das Entstehen der Einheitsliste als gemeinsamen Block der „bürgerlichen“ Parteien gefördert. Einzig die radikale DNSAP und die Partei der Kärntner Slowenen wurden nicht Teil des Bündnisses, dessen unumstrittener Leiter der spätere Landeshauptmann Vinzenz Schumy war. Arthur Lemisch hingegen zog sich langsam zurück und kandidierte nur auf dem sechsten Listenplatz. Die Sozialdemokraten hofften hingegen auf den Amtsbonus des bisherigen Landeshauptmannes Gröger.
Nach dem sehr hart und ideologisch geführten Wahlkampf 1921 einigten Sozialdemokraten und Einheitsliste sich auf ein „Fairnessabkommen.“ Dieses erfüllte seinen Zweck nur oberflächlich – anstatt direkt zwischen den Parteien eskalierte der Konflikt nun zwischen mehr oder weniger eng mit diesen verknüpften Organisationen. Mehrmals kam es zu gewalttätigen Auseinandersetzungen zwischen dem Heimatschutzverband (vgl. Heimwehr, die Mitglieder des Heimatschutzverbandes waren jedoch eher Anhänger der GDVP als der CS) und dem Schutzbund.
Trotz gegenteiliger Beteuerungen wurde der Wahlkampf wiederum nicht um landespolitische Themen, sondern um ideologische Positionen geführt. Wahlkampfreden drehten sich um den Kampf gegen eine Diktatur des Proletariats einerseits und dem Kampf gegen ausbeuterische Kapitalisten andererseits. Mit Verweis auf den Termin der Kärntner Volksabstimmung, instrumentalisierte die Einheitsliste den damaligen Grenzkonflikt – erneut würde ein Termin im Oktober das Schicksal des Landes entscheiden. Ideologische Konflikte innerhalb der Einheitsliste (etwa um die Frage nach einem „Anschluss“ oder klerikale gegen antiklerikale Strömungen) konnten vermieden werden, die „jüdisch unterwanderte“ Sozialdemokratie war das gemeinsame Feindbild. Weiteren Auftrieb erhielt die Einheitsliste aufgrund der sich nach der Völkerbundanleihe unter dem christlichsozialen Bundeskanzler Ignaz Seipel erholenden Wirtschaftslage. Die Sozialdemokraten ihrerseits versuchten die Errungenschaften ihres Landeshauptmannes hervorzustreichen. In der Endphase des Wahlkampfes gab es zwischen mehreren Parteien Vorwürfe von Wahlmanipulation durch Falschmeldungen in den Medien und auf Flugblättern.

## Ergebnisse
Mit 54,76 % gelang der Einheitsliste ein klarer Wahlsieg. Von den 24 errungenen Mandaten entfielen 10 Mandate auf den Kärntner Landbund, 9 Mandate auf die Christlichsoziale Partei und 5 Mandate auf die Großdeutsche Volkspartei. Mit einem Minus von 6,50 % verloren die Sozialdemokraten deutlich gegen das bürgerliche Bündnis, das in den Bezirken Wolfsberg und Hermagor fast 75 %, in Spittal an der Drau, Klagenfurt Stadt und St. Veit über 60 % erreichte. Ihr bestes Ergebnis erzielten die Sozialdemokraten in Villach mit 49,53 %. Die Partei der Kärntner Slowenen schaffte den Einzug in den Landtag erneut aufgrund des starken Abschneidens im Bezirk Völkermarkt (29,33 %). Florian Gröger wechselte nach dieser Niederlage in die Bundespolitik. Vinzenz Schumy wurde neuer Landeshauptmann, Sylvester Leer (CS) sein erster Stellvertreter, zweiter Stellvertreter wurde der Sozialdemokrat August Neutzler.
| Partei                                                 | Stimmen | Prozent | Mandate |
| ------------------------------------------------------ | ------- | ------- | ------- |
| Einheitsliste (EL)                                     | 91.794  | 54,76   | 24      |
| Sozialdemokratische Arbeiterpartei Österreichs (SDAP)  | 60.749  | 36,24   | 15      |
| Partei der Kärntner Slowenen (KSS)                     | 9.740   | 5,81    | 2       |
| Deutsche Nationalsozialistische Arbeiterpartei (DNSAP) | 4.755   | 2,83    | 1       |
| Kommunistische Partei Österreichs (KPÖ)                | 582     | 0,35    | 0       |